# ジャヤ・シンハヴァルマン5世 (チャンパ王)
制能（せいのう、Che Nang、生年不詳 - 1318年）は、チャンパ王国（占城国）の14世紀の国王（在位：? - 1318年）。『大越史記全書』に見える制能と、碑文に見えるジャヤ・シンハヴァルマン5世が同一人物であることを厳密に検証した研究はまだない。。